# Emília Lèpida (filla de Paulus Emili)
Emília Lèpida (en llatí: Emilia Lepida) va ser una dama romana, filla de Paulus Emili Lèpid, cònsol el 34 aC, i de Cornèlia. Formava part de la gens Emília.
Va néixer l'any 22 aC quan el seu pare era censor. Es desconeix la data de la seva mort.